# Campeonato Nacional de Rodeo de 1999
El Campeonato Nacional de Rodeo de 1999 fue la versión 51.ª de esta tradicional competencia que premia a los mejores jinetes del rodeo chileno que es el deporte nacional de Chile. Se disputó en la ciudad de Rancagua desde el 26 al 28 de marzo y fue muy emotiva ya que era el "último champion del siglo XX".
Los rodeos clasificatorios para acceder al campeonato nacional se disputaron en las medialunas de Osorno (clasificatorio sur), San Fernando (clasificatorio norte) y Gil Letelier de Santiago (repechaje).
En cuanto a puntajes el campeonato resultó notable ya que los vencedores lograron 39 puntos, uno menos que el récord que en ese tiempo era de 40 puntos. Y los segundos campeones marcaron 38 puntos, la diferencia era mínima y cualquiera de los dos pudo haberse llevado la victoria.
La collera campeona fue la representante de Valparaíso, compuesta por Mario Valencia y Cristián Ramírez, quienes montaron a "Bochinchero" y "Huachaco" y obtuvieron 39 puntos. Mientras que los segundos campeones fue la collera del Criadero Santa Isabel y de la Asociación Valdivia compuesta por Juan Carlos Loaiza y Eduardo Tamayo, quienes montaron a "Escorpión" y "Talento" con espectaculares 38 puntos. El tercer lugar también fue para el Cridero Santa Isabel, Luis Eduardo Cortés y Ricardo de la Fuente marcaron 33 puntos en "Armonía" y "Estocada".
El "sello de raza" (premio que distingue al caballo que presenta la mayor pureza racial), lo obtuvo la yegua "Negra Linda" que fue montada por Pablo Diez González y la final del Movimiento de la rienda fue ganada por Alfonso Navarro en "Villano" con 61 puntos, representando al Criadero Santa Elba y la Asociación Curicó. La reina de este rodeo fue la joven Natalia Bravo.

## Resultados

### Serie de campeones
| Cuarto Animal 1999 | Cuarto Animal 1999                         | Cuarto Animal 1999         | Cuarto Animal 1999 | Cuarto Animal 1999 |
| ------------------ | ------------------------------------------ | -------------------------- | ------------------ | ------------------ |
| Lugar              | Jinetes                                    | Caballos                   | Asociación         | Puntaje            |
| 1º                 | Mario Valencia y Cristián Ramírez          | "Bochinchero" y "Huachaco" | Valparaíso         | 39                 |
| 2º                 | Eduardo Tamayo y Juan Carlos Loaiza        | "Escorpión" y "Talento"    | Valdivia           | 38                 |
| 3º                 | Luis Eduardo Cortés y Ricardo de la Fuente | "Armonía" y "Estocada"     | Valdivia           | 33                 |
| 4º                 | José Manuel Pozo y Alejandro Pozo          | "Campo Bueno II" y "Peumo" | Talca              | 27                 |
| 5º                 | Luis Eduardo Cortés y Ricardo de la Fuente | "Armonía" y "Estocada"     | Valdivia           | 33                 |
| 6º                 | Mario Matzner y Tomás Hechenleitner        | "Tranquero" y "Fantasma"   | Llanquihue         | 25                 |

### Serie Mixta-Criaderos
- 1.º Lugar: Alberto Cardemil y Alfonso Navarro en "Buscada" y "Primorosa" (Curicó), 31 puntos.[8]
- 2.º Lugar: Ricardo de la Fuente y Luis Eduardo Cortés en "Estocada" y "Armonía" (Valdivia), 28 puntos.
- 3.º Lugar: Galo Bustos y Matías Tapia en "Bandurria" y "Bien Va" (Ñuble), 28 puntos.

### Serie Caballos
- 1.º Lugar: Waldo Silva y José Muñoz en "Pelotero" y "Chacolí" (Santiago), 25 puntos.[9]
- 2.º Lugar: Vicente Yáñez y Alberto Yáñez en "Impreso" y "Ladrón" (O'Higgins), 24 puntos.
- 3.º Lugar: Óscar Bustamante y Alejandro Loaiza en "Encontrón" y "Tango" (Talca), 23 puntos.

### Serie Yeguas
- 1.º Lugar: Juan Carlos Loaiza y Luis Eduardo Cortés en "Estimulada" y "Esbelta" (Valdivia), 32 puntos.[10]
- 2.º Lugar: José Meier y Marcelo Rivas en "Chaparrita" y "Negra Linda" (Cautín y Malleco), 30 puntos.
- 3.º Lugar: Eduardo Tamayo y Juan Carlos Loaiza en "Escandalosa" y "Es Cosa" (Valdivia), 29 puntos.

### Serie Potros
- 1.º Lugar: Vicente Yáñez y Alberto Yáñez en "Ladino" y "Júbilo" (O'Higgins), 38 puntos.[11]
- 2.º Lugar: Gonzalo Vial y Juan Cardemil en "Latigazo" y "Toñito" (O'Higgins), 20 puntos.
- 3.º Lugar: Segundo Tapia y Carlos Salame en "Escabullido" e "Imprudente" (Quillota), 18 puntos.

### Primera Serie Libre A
- 1.º Lugar: Fernando Navarro y Alfonso Navarro en "Vizcacha" y "Filtrado" (Curicó), 29 puntos.[12]
- 2.º Lugar: Miguel Sarmiento y Rodrigo González en "Roto Rico" y "Risueño" (O'Higgins), 27 puntos.
- 3.º Lugar: Mario Matzner y Tomás Hechenleitner en "Fantasma" y "Tranquero" (Llanquihue y Chiloé), 27 puntos.
- 4.º Lugar: José Díaz y Mario Ordóñez en "Regalón" y "Buenamoza" (Osorno), 26 puntos.
- 5.º Lugar: Mario Valencia y Cristián Ramírez en "Bochinchero" y "Huachaco" (Valparaíso), 25 puntos.

### Primera Serie Libre B
- 1.º Lugar: Juan Carlos Loaiza y Eduardo Tamayo en "Talento" y "Escorpión" (Valdivia), 30 puntos.[13]
- 2.º Lugar: Celín Riquelme y José Albornoz en "Regalona" y "Venteada" (Linares), 26 puntos.
- 3.º Lugar: Francisco Navarro y Juan Mundaca en "Tacote" y "Tacaño" (Osorno), 26 puntos.
- 4.º Lugar: Guillermo Trivelli y Leonel Quintana en "Pérgola" y "Candelilla" (Santiago), 25 puntos.
- 5.º Lugar: Joaquín Grob y Camilo Padilla en "Papayita" y "Revista" (Valdivia), 23 puntos.

### Segunda Serie Libre A
- 1.º Lugar: Mauricio Aninat y José Luis Ortega en "Refrán" y "Vino Añejo" (Quillota), 36 puntos.[14]
- 2.º Lugar: Francisco Navarro y Marcelo Navarro en "Tailinda" y "Espumita" (Osorno), 29 puntos.
- 3.º Lugar: Gonzalo Vial y Juan Cardemil en "Faro" y "Contento" (O'Higgins), 28 puntos.
- 4.º Lugar: Marcos Dinamarca y Francisco Rossler en "Rizo" y "Nudo Ciego" (Ñuble), 27 puntos.

### Segunda Serie Libre B
- 1.º Lugar: Fernando Navarro y Alfonso Navarro en "Villano" y "Monarca" (Osorno), 30 puntos.[15]
- 2.º Lugar: Rolando Varela y Francisco Parada en "Abusadora" y "Remezón" (Cordillera), 29 puntos.
- 3.º Lugar: Mauricio Toloza y Ricardo Stambuck en "Juguete" y "Bellacazo" (Quillota), 28 puntos.
- 4.º Lugar: Eduardo Tamayo y Juan Carlos Loaiza en "Estirpe" y "Escoria" (Valdivia), 28 puntos.

### Tercera Serie Libre
- 1.º Lugar: Ricardo de la Fuente y Luis Eduardo Cortés en "Escritor" y "Acero" (Valdivia), 26 puntos.[16]
- 2.º Lugar: Manuel Yáñez y Enrique Schwalm en "Tallarín" y "Cumbión" (Osorno), 25 puntos.
- 3.º Lugar: Arsenio Alcalde y Mauricio Toloza en "Esperado" y "Artillero" (Melipilla y Quillota), 25 puntos.
- 4.º Lugar: César Núñez y Mario Tamayo en "Peor es Ná" y "Qué más Quieres" (Curicó), 25 puntos.
- 5.º Lugar: Segundo Tapia y Carlos Salame en "Malicioso" y "Maitén" (Quillota), 22 puntos.
- 6.º Lugar: José Quezada y José Quezada en "Cambalache" y "Amurrao" (Valdivia), 20 puntos.

## Clasificatorios
- Osorno: Mario Díaz y José Ordóñez en "Regalón" y "Buenamoza" (Osorno), 33 puntos.
- San Fernando: Juan Carlos Loaiza y Eduardo Tamayo en "Escoria" y "Estirpe" (Valdivia), 28 puntos.
- Santiago: Alejandro Alvariño y Héctor Navarro en "Prendada" y "Rotería" (Osorno), 24 puntos.

## Cuadro de honor temporada 1998-1999

### Jinetes
- 1.º Mario Valencia[17]
- 2.º Juan Carlos Loaiza
- 3.º Cristián Ramírez
- 4.º Eduardo Tamayo
- 5.º Alfonso Navarro
- 6.º Ricardo de la Fuente
- 7.º Luis Eduardo Cortés
- 8.º José Manuel Pozo
- 9.º Juan Pablo Cardemil
- 10.º Alejandro Pozo

### Caballos
- 1.º Huachaco
- 2.º Bochinchero
- 3.º Peumo
- 4.º Fantasma
- 5.º Tranquero
- 6.º Risueño
- 7.º Pelotero
- 8.º Cambalache
- 9.º Roto Rico
- 10.º Rizo

### Yeguas
- 1.º Estocada
- 2.º Armonía
- 3.º Buscada
- 4.º Vizcacha
- 5.º Abusadora
- 6.º Regalona
- 7.º Estimulada
- 8.º Buenamoza
- 9.º Estirpe
- 10.º Es Cosa

### Potros
- 1.º Talento
- 2.º Escorpión
- 3.º Campo Bueno II
- 4.º Filtrado
- 5.º Remezón
- 6.º Contento
- 7.º Acero
- 8.º Escritor
- 9.º Escabullido
- 10.º Ladino y Regalón